# Петро Могила (срібна монета)
«Пе́тро Моги́ла» — срібна ювілейна монета номіналом 10 гривень, випущена Національним банком України. Присвячена 400-річчю від дня народження Петра Симеоновича Могили (1596—1647) — визначного церковного, культурно-освітнього і політичного діяча України першої половини XVII ст., митрополита Київського і Галицького (з 1632 р.), одного із засновників першої вищої школи в Україні і Східній Європі — Києво-Могилянської колегії (з часом — академії).
Монету введено в обіг 25 грудня 1996 року. Вона належить до серії «Видатні особистості України».

## Опис та характеристики монети
| Номінал грн. | Метал            | Маса, грам    | Діаметр, мм. | Якість виготовлення | Гурт     | Тираж, штук |
| ------------ | ---------------- | ------------- | ------------ | ------------------- | -------- | ----------- |
| 10           | срібло 925 проби | 15,55 / 16,81 | 33,0         | пруф                | рифлений | 5 000       |

### Аверс
На аверсі монети зображено фрагмент гравюри І. Щирського «Тріумфальне знамено» на честь ректора (1697—1702) Києво-Могилянської колегії Прокопа Калачинського. На передньому плані фрагмента зображено Афіну Палладу як алегоричний символ науки. У руці вона тримає древко корогви, що переходить у декоративне барокове обрамлення аверсу. Поряд з покровителькою науки — група студентів Києво-Могилянської академії. На задньому плані зображено будинок цього навчального закладу. Довгий час опікуном, «довічним охоронцем і наставником» Києво-Могилянської колегії був саме Петро Могила. На тлі фрагмента в центрі монети розміщено зображення малого Державного герба України. По колу монети написи: вгорі «УКРАЇНА», внизу в два рядки «10 ГРИВЕНЬ». Під зображенням будинку академії розміщено написи: ліворуч 1996 — рік карбування монети, праворуч у два рядки розміщені позначення і проба дорогоцінного металу «Ag 925» та його вага у чистоті «15,55». Вся композиція обрамлена орнаментом у стилі українського бароко.

### Реверс

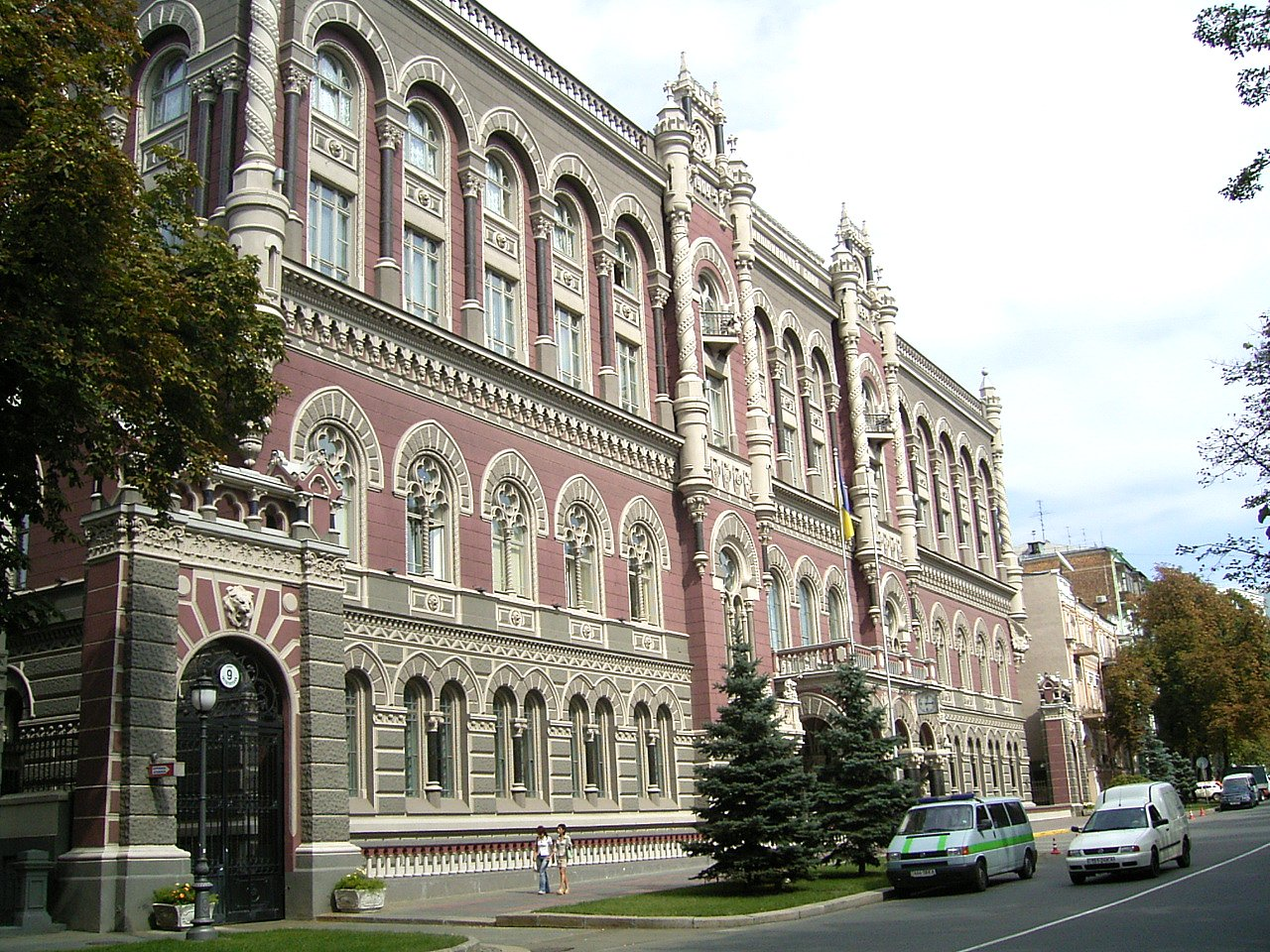
Будівля Національного банку України

На реверсі монети зображено портрет Петра Могили, за аналог якого взято живописний портрет митрополита, виконаний невідомим художником XVIII ст. (зберігається у Національному музеї історії України). Праворуч над жезлом у три рядки написи: «ПЕТРО МОГИЛА і 1596—1647».

## Автори
- Художники: Таран Володимир, Харук Олександр, Харук Сергій, Козаченко Віталій.
- Скульптор — Котович Роберт.

## Вартість монети
Фактична приблизна вартість монети, з роками змінювалася так:
| Рік        | 2010  | 2011  | 2012  | 2013  | 2014  | 2015  | 2016  | 2017  | 2018  | 2019  | 2020  | 2021  | 2022  | 2023  | 2024  | 2025  |
| ---------- | ----- | ----- | ----- | ----- | ----- | ----- | ----- | ----- | ----- | ----- | ----- | ----- | ----- | ----- | ----- | ----- |
| Ціна, грн. | 5 500 | 5 500 | 5 500 | 4 900 | 3 500 | 3 300 | 5 500 | 8 000 | 5 400 | 4 500 | 4 000 | 4 000 | 4 800 | 3 700 | 6 800 | 5 900 |